# Asperges
Asperges es un rezo introductorio a la Misa de la religión católica. Extraído del salmo 51:7 y por el cual los fieles piden a Dios ser purificados para así ser dignos de participar en el rito de la eucaristía. Existen numerosas versiones musicales de muchos compositores a lo largo de los siglos.

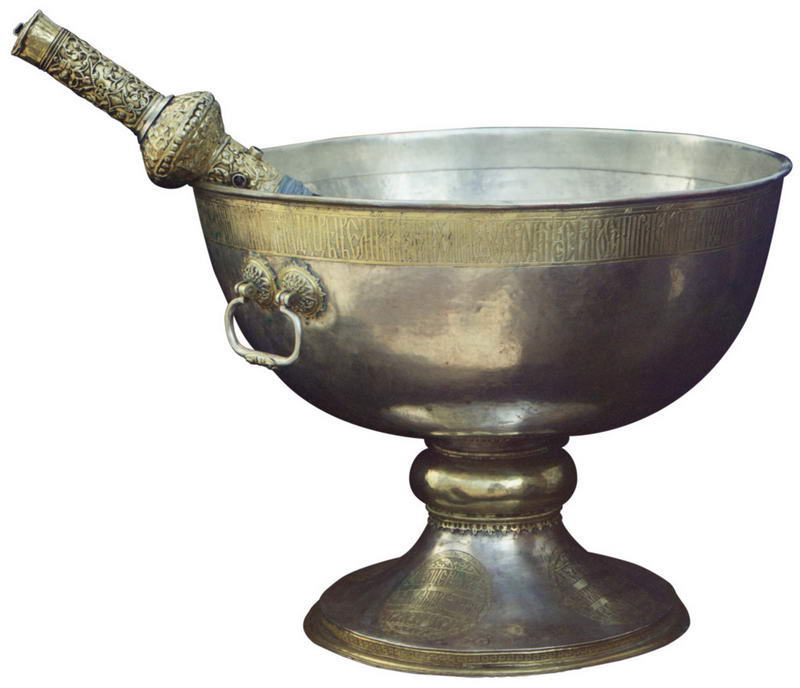
Acetre con Hisopo estilo Medieval

## Uso Actual
Se utiliza el Acetre junto con el Hisopo, para esparcir el agua entre los fieles, mientras el coro y los fieles entonan el canto del Asperges, el sacerdote recorre la iglesia por el pasillo central o Crujía. 

## Texto tal como se canta en latín
Asperges me, Domine, hyssopo et mundabor,
lavabis me, et super nivem dealbabor.
Miserere mei, Deus, secundum magnam misericordiam tuam.

Gloria Patri et Filio et Spiritui Sancto
sicut erat in principio, et nunc, et semper
et in saecula saeculorum, amen.

## Traducción
Rocíame señor con el hisopo y quedaré limpio
lávame y quedaré más blanco que la nieve.
Ten piedad de mi Señor, según tu gran misericordia.
Gloria al Padre, y al Hijo, y al Espíritu Santo:
Como era en un principio, ahora y siempre,
por los siglos de los siglos amén.
- Datos: Q543178
- Multimedia: Asperges / Q543178